# Varino (mouro)
Varino (em latim: Varinnus) foi um líder tribal berbere que desempenhou papel nas guerras do Império Bizantino contra as tribos berberes na África. Em 548, ele e seus homens foram atacados perto de Iunce e obrigados a fugir por Liberato e ele esteve entre aqueles que foram capturados e levados para João Troglita para interrogatório. Após revelar os planos e estratégia de Carcasão, ele e seus seguidores foram executados. Segundo Coripo, ele era um nasamão.